# Joel Monaghan
Joel Monaghan (* 22. April 1982) ist ein australischer Rugby-League-Spieler. Er spielt für die Warrington Wolves in der Super League und hat unter anderem für die australische Nationalmannschaft und im State-of-Origin-Turnier für New South Wales gespielt. Sein älterer Bruder Michael Monaghan ist ebenfalls Rugby-League-Spieler.

## Karriere in der NRL
Monaghan spielte am Erindale College Rugby, wo er von dem späteren NRL-Coach Neil Henry trainiert wurde. Außerdem spielte er im Jahr 2000 Rugby für die Australian Schoolboys.
2001 hatte er in der 10. Runde sein NRL-Debüt für die Canberra Raiders gegen die Penrith Panthers. Er spielte die nächsten vier Saisons bei den Raiders, bevor er 2005 zu den Sydney Roosters wechselte, wo er sein Debüt bei einem Spiel gegen den Erzrivalen South Sydney Rabbitohs hatte. 2006 verpasste er den Großteil der Saison aufgrund von Knieverletzungen. 2007 hatte er eine sehr erfolgreiche Saison, in der er 13 Versuche in 27 Spielen legte.
2008 kehrte Monaghan für eine Saison zu den Raiders zurück und gewann als bester Spieler der Raiders die Mal Meninga Medal. Im selben Jahr nahm er mit Australien an der Rugby-League-Weltmeisterschaft teil. Sein Debüt war am 26. Oktober 2008 in der Gruppenphase gegen Neuseeland. Im Finale gegen Neuseeland machte er den Fehler, 10 Minuten vor Spielende Lance Hohaia zu tackeln, obwohl dieser sich nicht im Ballbesitz befand. Dass führte zu einem Strafversuch, so dass Australien 10 Minuten vor Schluss nicht mehr mit 2, sondern mit 8 Punkten im Rückstand lag. Neuseeland gewann das Spiel mit 34:20.
2010 verließ er die Raiders, nachdem ein Fotograf ein während der Mad-Monday-Feiern aufgenommenes Foto von ihm, auf dem er einen Blowjob mit einem Hund simuliert, auf Twitter veröffentlicht hatte. Der Vorfall wurde von Medien auf der ganzen Welt diskutiert.

## Wechsel in die Super League
Am 3. Dezember 2010 wurde bekanntgegeben, dass Monaghan einen Einjahresvertrag mit den Warrington Wolves unterzeichnet hatte. Sein Bruder Michael Monaghan spielt dort bereits seit 2008.
Am 10. Juni 2011 nahm er mit den Exiles an einem International-Origin-Spiel gegen England teil. 2012 bestritt er erneut ein Spiel.
2013 erreichte er mit den Wolves das Super League Grand Final, was sie 30:16 gegen die Wigan Warriors verloren. Er legte einen Versuch im Spiel. 2014 war er mit 28 Versuchen der Spieler mit den meisten Versuchen.

## Titel und Erfolge
- Challenge Cup: 2012
- Super League Dream Team: 2011